# Palermo (Dakota del Nord)
Palermo è un comune (city) degli Stati Uniti d'America della contea di Mountrail nello Stato del Dakota del Nord. La popolazione era di 74 persone al censimento del 2010. Palermo è stata fondata nel 1902.

## Geografia fisica
Secondo lo United States Census Bureau, ha un'area totale di 2,21 miglia quadrate (5,72 km²).

## Società

### Evoluzione demografica
Secondo il censimento del 2010, c'erano 74 persone.

### Etnie e minoranze straniere
Secondo il censimento del 2010, la composizione etnica della città era formata dal 95,9% di bianchi, l'1,4% di afroamericani, l'1,4% di nativi americani, e l'1,4% di altre razze. Ispanici o latinos di qualunque razza erano l'1,4% della popolazione.